# Kalkgraslandwimperzwam
De Kalkgraslandwimperzwam (Scutellinia barlae) is een schimmel uit de familie Pyronemataceae. Hij leeft saprotroof op vochtige, kalkhoudende, kleiïge bodems, met name kale of spaarzaam begroeide plekjes in bermen, (kalk)graslanden enz.

## Kenmerken
Kenmerkend voor deze soort zijn:
- Ronde sporen (17-22 μm) bezet met half bolvormige tot afgeplatte cilindrische wratten tot 1,5(-2) μm hoog
- Zeer dicht staande randharen die niet of 1(-2) keer vertakt wortelen (100-350 x 10-25 μm).

Andere kenmerken zijn:
- Asci: 250-350 micron lang
- Randharen: zwart of zwartbruin, wanddikte 3-5, 1-4 septaat

## Verspreiding
In Nederland komt de kalkgraslandwimperzwam zeer zeldzaam voor.